# Лавьоров Микола Павлович
Микола Павлович Лавьоров (12 січня 1930, село Пожарище, тепер Коноського район Архангельської області, Російська Федерація — 27 листопада 2016, місто Москва) — радянський і російський вчений-геолог, геохімік, заступник голови Ради міністрів СРСР, кандидат геолого-мінералогічних наук (1958), доктор геолого-мінералогічних наук (1974), професор (1976), член-кореспондент Академії наук СРСР (з 1979), академік Академії наук СРСР (Російської академії наук) (з 1987), академік Академії наук Киргизької РСР (з 1987). Президент Академії наук Киргизької РСР (1987—1989). Віцепрезидент Академії наук СРСР (1988—1991), віцепрезидент Російської академії наук (РАН) (1991—2013). Іноземний член НАН України (з 2009). Член ЦК КПРС у 1990—1991 роках. Народний депутат СРСР (1989—1991).

## Життєпис
Народився в селянській родині. У 1938—1945 роках навчався в Климовській неповній середній школі, закінчив сім класів. У 1945 році вступив до Кіровського гірничо-хімічного технікуму, який закінчив з відзнакою в 1949 році, здобувши спеціальність гірничого техніка-геолога.
З 1949 по 1954 рік навчався в Московському інституті кольорових металів та золота імені Калініна на кафедрі геології, пошуків та розвідки родовищ радіоактивних та рідкісних елементів спеціального геологорозвідувального факультету. Закінчив інститут із відзнакою у грудні 1954 року, здобувши кваліфікацію гірничого інженера-геолога.
У 1955—1958 роках — аспірант спеціальної кафедри «Кольорметзолото», одночасно працював там же асистентом. У 1958 році захистив дисертацію на здобуття наукового ступеня кандидата геолого-мінералогічних наук на тему «Геологія та генезис руд Курдайського уранового родовища (Південний Казахстан)».
У 1958 році був молодшим науковим співробітником, з 1958 по 1966 рік працював вченим секретарем, а потім директором Середньоазіатської геологічної станції Інституту геології рудних родовищ, петрографії, мінералогії та геохімії АН СРСР, досліджував родовища радіоактивної сировини. Член КПРС з 1959 року.
У 1966—1968 роках — заступник начальника Управління науково-дослідних організацій Міністерства геології СРСР, був куратором галузевих геологічних інститутів. З 1968 по 1972 рік керував Всесоюзним геологічним фондом СРСР, де з його ініціативи було покращено систему обліку розвіданих запасів корисних копалин та структуру державного балансу запасів мінеральної сировини.
У 1972—1983 роках — начальник Управління науково-дослідних організацій і член колегії Міністерства геології СРСР.
Одночасно з роботою в Міністерстві геології СРСР керував у 1966—1983 роках лабораторією в Інституті геології рудних родовищ, петрографії, мінералогії та геохімії АН СРСР, займався вивченням умов утворення родовищ урану. У 1972—1983 pоках був головним редактором журналу «Радянська геологія».
У січні 1973 року захистив докторську дисертацію на тему «Геологія та умови формування уранових родовищ у континентальних палеовулканічних областях». У 1976 році Лавьорову присвоєно вчене звання професора.
15 березня 1979 року був обраний членом-кореспондентом Академії наук СРСР з Відділення геології, геофізики та геохімії (спеціальність гірничих наук, розробка твердих корисних копалин). Обраний академіком АН СРСР з 23 грудня 1987 року по Відділенню геології, геофізики, геохімії та гірничих наук (спеціальність геологія рудних родовищ).
У 1983—1986 роках — проректор, у 1986—1987 роках — перший проректор Академії народного господарства при Раді міністрів СРСР.
З липня 1987 по березень 1989 року — президент Академії наук Киргизької РСР.
20 жовтня 1988 обраний віцепрезидентом Академії наук СРСР, очолив Секцію наук про Землю Президії АН СРСР. З грудня 1991 по 2013 рік — віце-президент Російської академії наук.
17 липня 1989 — квітень 1991 року — голова Державного комітету СРСР з науки та техніки. Одночасно, 17 липня 1989 — січень 1991 року — заступник голови Ради міністрів СРСР.
З 15 січня по 28 серпня 1991 року — заступник прем'єр-міністра СРСР. Одночасно, з 16 травня 1991 року — голова Державного комітету СРСР з науки та технологій — міністр СРСР. Після відставки Кабінету міністрів СРСР у серпні 1991 року працював у статусі в.о. заступника прем'єр-міністра та голови Державного комітету СРСР з науки та технологій до 26 листопада 1991 року, коли був звільнений від своїх обов'язків спеціальним указом Президента СРСР.
З 1991 року очолював Інститут геології рудних родовищ, петрографії, мінералогії та геохімії РАН, останніми роками був його науковим керівником. З 2000 року — завідувач кафедри міжнародних проблем ПЕК Міжнародного інституту енергетичної політики та дипломатії МДІМВ.
Автор і співавтор понад 700 наукових праць з геології родовищ урану та економіки мінеральних ресурсів, зокрема 28 монографій. Праці Лавьорова зіграли велику роль у створенні нових технологій для розвитку та освоєння ресурсної бази атомної та інших мінерально-сировинних галузей СРСР та Російської Федерації.
У 1988—1989 роках очолював наукову групу урядової комісії СРСР з усунення наслідків Спітакського землетрусу (Вірменія). Був головою постійної Комісії з вивчення Арктики (з 1989 року), очолював Наукову раду Державної науково-технічної програми «Глобальні зміни природного середовища та клімату» (з 1990 року). З жовтня 1993 року був головою Комісії при Уряді Російської Федерації з геологічного забезпечення безпечного захоронення радіоактивних відходів. З 1996 року був головою Комісії Російської академії наук з наукового флоту та досліджень Землі з космосу.
Президент Національного центру розвитку інноваційних технологій. Член Військово-промислової колегії та Морської колегії при Уряді РФ. Член Урядової комісії РФ з питань ПЕК та відтворення мінерально-сировинної бази Росії. Голова Експертної комісії з екологічної безпеки Ради безпеки РФ. Член Російського Пагуоського комітету при Президії РАН. Член Наглядової ради Міжнародного Люксембурзького форуму щодо запобігання ядерній катастрофі. Член Опікунської ради благодійного фонду Олега Дерипаски «Вільна справа». Почесний член Російської академії ракетних та артилерійських наук. Був головою редколегії серії «Науково-бібліографічна література».
Помер 27 листопада 2016 року в Москві. Похований на Новодівочому цвинтарі.

## Нагороди і звання
- орден «За заслуги перед Вітчизною» І ст. (Російська Федерація) (2008)
- орден «За заслуги перед Вітчизною» ІІ ст. (Російська Федерація) (22.07.2005)
- орден «За заслуги перед Вітчизною» ІІІ ст. (Російська Федерація) (14.09.1999)
- орден «За заслуги перед Вітчизною» IV ст. (Російська Федерація) (16.07.2015)
- два ордени Трудового Червоного Прапора (1981, 1986)
- орден «Знак Пошани» (1971)
- орден «Данакер» (Киргизстан) (24.11.2004)
- Велика золота медаль імені М. В. Ломоносова (2006)
- Золота медаль імені В. І. Вернадського (2003)
- Золота медаль імені О. П. Карпінського (2016)
- Велика золота медаль (Киргизстан) (2003)
- Золота медаль Академік наук Вірменії (2003)
- медалі
- Срібна медаль Міжнародної асоціації академій наук «За сприяння розвитку науки» (2003)
- Почесна грамота Кабінету Міністрів України (10.12.2002)
- Демидівська премія (1997)
- три Премії Уряду Російської Федерації у галузі науки і техніки (21.03.2002, 4.08.2006, 17.03.2010)
- Премія «Тріумф» (2003)
- Міжнародна енергетична премія «Глобальна енергія» (2009)
- Почесний громадянин Коноського району Архангельської області (2011)
- звання «Почесний професор Російського хіміко-технологічного університету імені Д. І. Менделєєва» (2005)
- Почесний доктор РДУ нафти та газу імені І. М. Губкіна
- Заслужений геолог РРФСР (27.02.1980)
- Почесний працівник науки та техніки Російської Федерації
- Заслужений діяч науки Киргизької Республіки (1995)
- Заслужений діяч науки та техніки Киргизстану (2004)